# Emotions Anonymous
Emotions Anonymous eller EA är en gemenskap som tillämpar AA:s tolvstegsprogram på olika emotionella problem. I EA:s första steg anges "Vi erkände att vi var maktlösa inför våra känslor...." Det innebär att EA skiljer sig från andra tolvstegsprogram genom att gruppen inte definierat ett gemensamt specifikt problem, som delas av alla i gruppen (såsom alkoholproblem för AA, narkotikaproblem för NA, matproblem för OA etc.) 